# Arist Pander
Arist Theodor Martin Pander (* 28. Februar 1890 in Riga; † 24. Januar 1941 in Kongens Lyngby bei Kopenhagen) war ein deutsch-baltisch/dänischer Kunsthistoriker und Bibliothekar.

## Leben
Arist Pander war ein Sohn des erblichen Ehrenbürgers und Gutsbesitzers, cand. jur. Ernst (Christian Alexander) Pander (1859–1899) und dessen Frau Sophie (Caroline), geb. Pychlau (1864–1911). Der Kunsthistoriker und promovierte Dr. phil. war ab 1917 Museumsbeamter am Schloss Gattschina bei Sankt Petersburg. Ende 1919 emigrierte er nach Dänemark, wo er als Kunsthistoriker und Bibliothekar an der Universitätsbibliothek Kopenhagen tätig war. Er schrieb Beiträge für die dänische Kunstzeitschrift Samleren und die im Leipziger Verlag Klinkhardt & Biermann erscheinende Zeitschrift Der Cicerone. Er war mit 462 Personenartikeln beteiligt an den Bänden 25 bis 36 des Allgemeinen Lexikons der Bildenden Künstler von der Antike bis zur Gegenwart (Thieme-Becker). Für das von Aage Friis beim Gyldendalske Boghandel, Nordisk Forlag A/S herausgegebene Werk Det nittende Aarhundrede. Skildret af nordiske videnskabsmaend erstellte er gemeinsam mit Elisabeth Müller das Namens- und Sachregister.
Arist Pander war verheiratet mit der in Simbirsk an der Wolga geborenen Helene Wilhelmine, geb. Britzke (1893–1985). Arist Pander verstarb in seinem 50. Lebensjahr und wurde auf dem Søllerød Kirkegaard in Søllerød bestattet.

## Schriften
- Martin Pepijn’s – Susanne – Billede. In: Samleren. Kunsttidsskrift. Band 2, Nr. 2, 1925, ISSN 2510-6198, S. 31–33 (uni-heidelberg.de).
- Laurits Tuxens mindeudstilling. In: Samleren. Kunsttidsskrift. Band 6, Nr. 1, 1929, ISSN 2510-6198, S. 1–4 (uni-heidelberg.de).
- Peter Hansens Mindeudstilling – kritiske Betragninger og personlige Indtryk. In: Samleren. Kunsttidsskrift. Band 7, Nr. 3, 1929, ISSN 2510-6198, S. 33–42 (uni-heidelberg.de).
- Ein Bildnis von Johann Valentin Tischbein (1715–1768). In: Der Cicerone. Halbmonatsschrift für die Interessen des Kunstforschers & Sammlers. Band 22, Nr. 10, 1930, ISSN 2568-552X, S. 276 (uni-heidelberg.de).